# Francelos (przystanek kolejowy)
Francelos (port: Apeadeiro de Valadares) – przystanek kolejowy w gminie Vila Nova de Gaia, w regionie Północ, w Portugalii. Znajduje się na Linha do Norte.

## Historia
Linia między stacjami Vila Nova de Gaia i Estarreja, która została wybudowana przez Companhia dos Caminhos de Ferro Portugueses, otwarto w dniu 8 lipca 1863.

## Linie kolejowe
- Linha do Norte